# برك (عزبة)
عزبة بركه قرية تابعة لمركز السادات في محافظة المنوفية في جمهورية مصر العربية.